# Scorta tecnica ai trasporti eccezionali

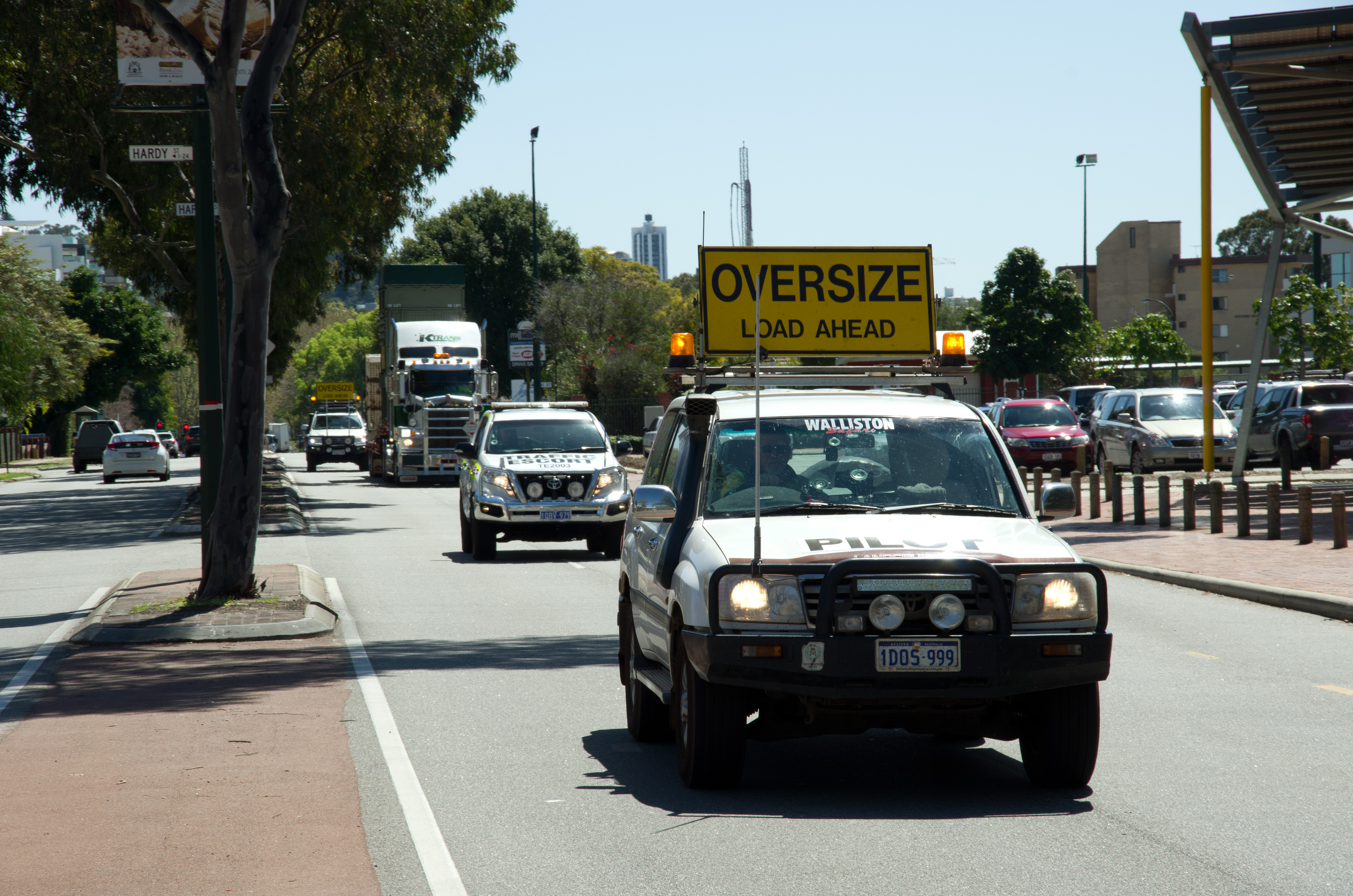
Servizio di scorta tecnica ad un trasporto eccezionale in Australia

La scorta tecnica è un servizio di Polizia stradale volto ad assicurare la circolazione del trasporto eccezionale arrecando minor pericolo alle utenze della strada.
Si rende necessaria per buona parte dei carichi e trasporti eccezionali su strada e deve essere eseguita da personale abilitato, in servizio presso una ditta con licenza per tale servizio.

## Quadro legislativo in Italia
Varie sono state le leggi che hanno regolamentato il settore. Tra le più importanti sono da citare il D.Lgs. 30 aprile 1992, n. 285 che ha specificato i casi in cui un trasporto di merci ha il carattere per essere definito come eccezionale. Oltre che nel caso di superamento dei limiti del peso totale a terra, l'eccezionalità è nei riguardi dell'ingombro che eccede le dimensioni previste nel codice della strada. Le misure normali di sagoma prevedono una lunghezza totale del veicolo e del suo eventuale rimorchio di 16,50 m, una larghezza di m 2,55 (m 2,6 per i trasporti a temperatura controllata) e un'altezza di m 4,00.
Come è ovvio la circolazione di automezzi con simili caratteristiche può presentare dei pericoli per la circolazione, di conseguenza il trasporto deve essere organizzato da personale con un alto grado di specializzazione.
Nel testo del regolamento di attuazione del nuovo codice della strada italiano (D.P.R. 16 dicembre 1992, n. 495), articoli dal 9 al 20, furono anche stabiliti i principi di massima in relazione ai trasporti eccezionali e sulle scorte agli stessi.

## Specifiche dell'eccezionalità
La legge ha decretato che la scorta per i veicoli che eccedono i limiti di sagoma previsti dal Codice della strada, è sempre necessaria quando si verifichi una delle seguenti condizioni:
- Larghezza di corsia inferiore a m 3,00 quando il veicolo o il trasporto è eccezionale solo per la lunghezza o altezza.
- Larghezza di corsia inferiore a m 3,50 se il trasporto è eccezionale anche in larghezza.
- Veicolo o trasporto di larghezza superiore a m 3,00.
- Veicoli o trasporti di lunghezza superiore a m 25,00.
- Fascia di ingombro del trasporto superiore alla larghezza della corsia decurtata di 20 cm.
- Carico sporgente anteriormente per più di m 2,50 o posteriormente per più di 3/10 della lunghezza del veicolo.
- Velocità del convoglio inferiore a 30 km/h (40 km/h nel caso di autostrade o strade extraurbane principali).

## Disciplina della scorta tecnica
Il Decreto Ministeriale del 18 luglio 1997 fu il primo a definire in maniera più completa la disciplina delle scorte tecniche, definendone i criteri tecnici, tra i quali la regolamentazione per l'accesso, stabilendo che poteva essere effettuata solamente da soggetti in possesso di autorizzazione prefettizia e regolare patente rilasciata per esame.
Nello stesso regolamento e nelle modifiche successive vennero anche definiti il numero e la posizione dei veicoli di scorta rispetto all'automezzo trasportante la merce; questo numero è in relazione sia agli ingombri che al tipo di strada o autostrada utilizzata. Sono stati altresì definiti le responsabilità del caposcorta, che sono molte e riguardano principalmente il rispetto di tutte le prescrizioni contenute nelle autorizzazioni al transito, e la facoltà di effettuare viabilità straordinaria, ovvero in relazione alle condizioni del traffico. In pratica la scorta tecnica ha sostituito quasi del tutto la Polizia stradale, portando non pochi vantaggi logistici per i trasportatori del campo.
Nei casi di veicoli particolarmente ingombranti o di percorsi ritenuti difficoltosi, anche la scorta tecnica, pur sempre a carattere privato, non viene ritenuta sufficiente ed è prescritta la scorta mista con la Polizia stradale ad affiancarla.
I soggetti abilitati allo svolgimento del servizio di scorta tecnica sono “organi di Polizia stradale”, di cui al comma 3-bis art.12 cds e sono autorizzati all'utilizzo della paletta segnaletica.
La legge italiana, nello specifico il Regolamento di attuazione del Codice della Strada, stabilisce le caratteristiche che il segnale distintivo deve possedere.